# Appenfelden

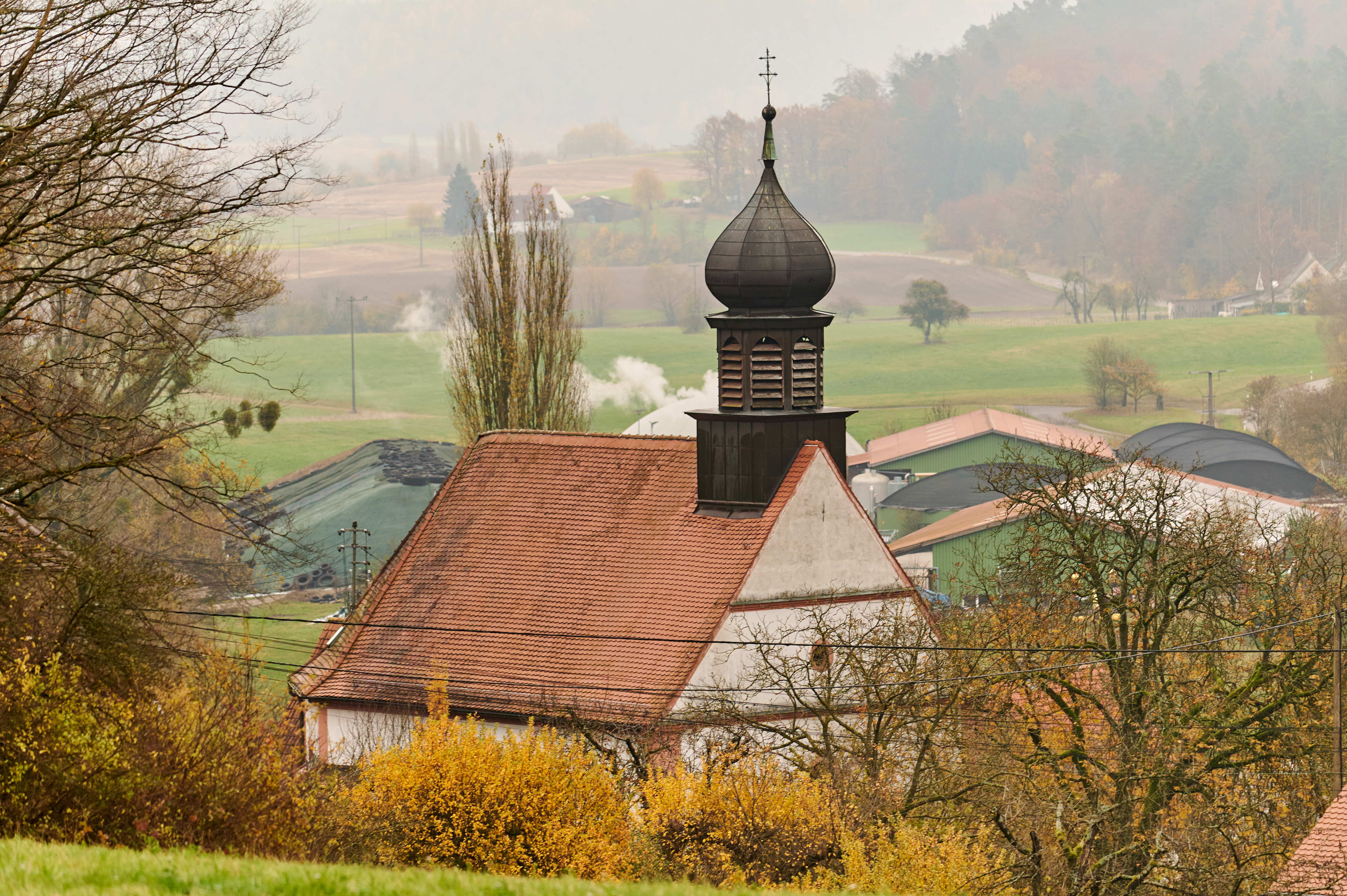
St. Martin

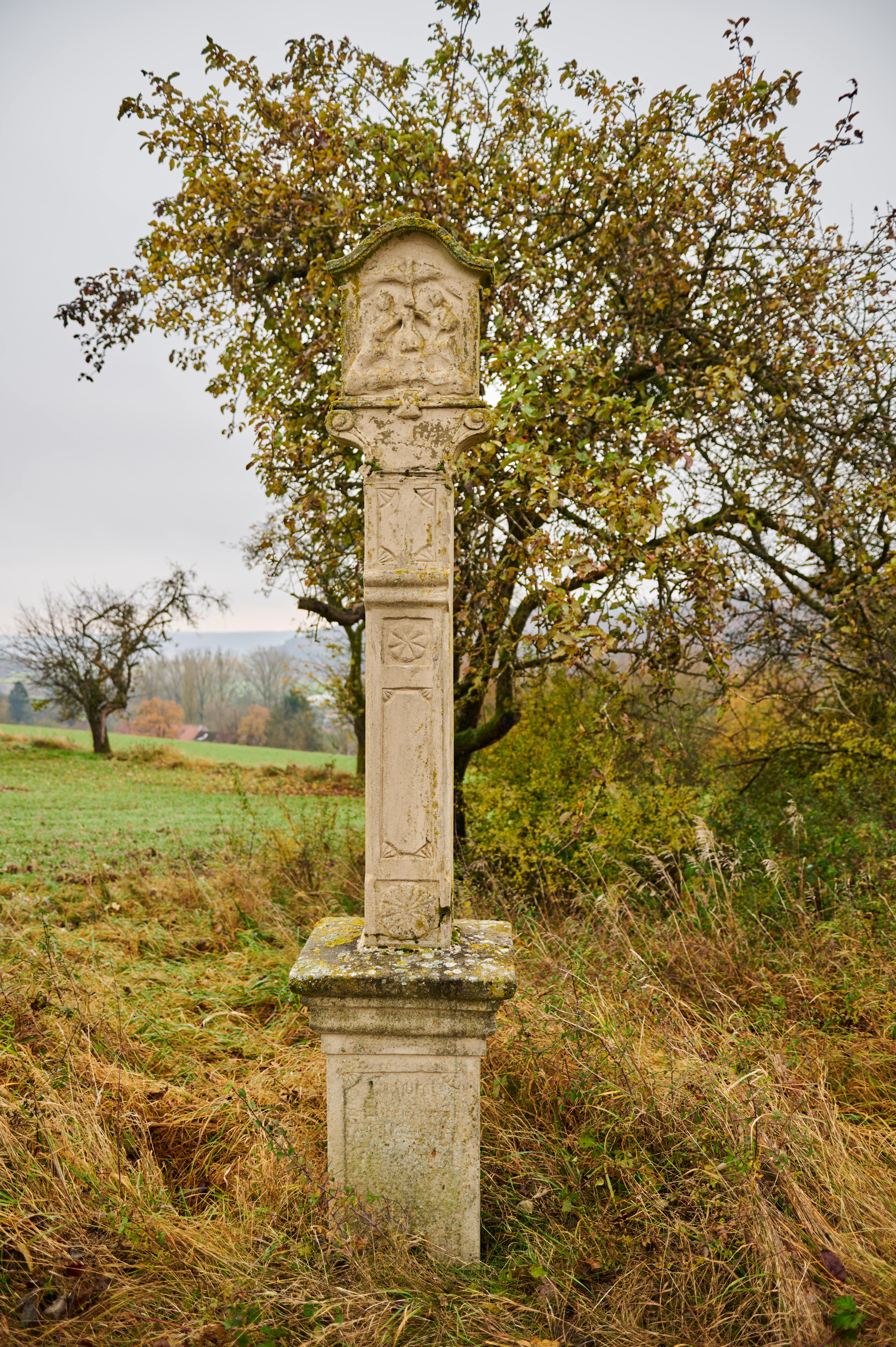
Bildstock

Appenfelden (fränkisch: Abmfelm) ist ein Gemeindeteil des Marktes Oberscheinfeld im Landkreis Neustadt an der Aisch-Bad Windsheim (Mittelfranken, Bayern). Die Gemarkung Appenfelden hat eine Fläche von 3,682 km². Sie ist in 543 Flurstücke aufgeteilt, die eine durchschnittliche Fläche von 6781,03 m² haben. In ihr liegt neben dem namensgebenden Ort der Gemeindeteil Lohmühle.

## Geografie
Das Kirchdorf liegt in Tallage am Appenbach, einem linken Oberlauf des Rimbachs, und ist im Süden wie im Norden von Erhebungen des Steigerwaldes umgeben. Die Kreisstraße NEA 4 führt zur Staatsstraße 2261 bei Oberrimbach (3,2 km nordöstlich) bzw. zur Staatsstraße 2257 (1,8 km westlich). Eine Gemeindeverbindungsstraße führt nach Prühl zur St 2257 (2,4 km westlich). Ein landwirtschaftlicher Verkehrsweg führt nach Haag zur St 2261 (1,3 km nordwestlich).

## Geschichte
Der Ort wurde in einer Urkunde, die im Zeitraum von 1317 bis 1322 entstanden ist, als „Appensuelt“ erstmals erwähnt. Das Bestimmungswort des Ortsnamens ist der Personenname Appo. Das Hoch- und Niedergericht übte das Haus Schwarzenberg bis zum Ende des Alten Reiches aus. Die Besitzverhältnisse wechselten im 14. und 15. Jahrhundert öfters. 1668 kamen Teilbesitze durch Umwege an die Schwarzenberger. 1790 gab es 25 Untertansfamilien, die alle zum Schwarzenbergischen Amt Geiselwind gehörten.
Im Rahmen des Gemeindeedikts (frühes 19. Jahrhundert) wurde Appenfelden dem Steuerdistrikt Kirchrimbach zugeordnet. Wenig später entstand die Ruralgemeinde Appenfelden, zu der Burghöchstadt und Lohmühle gehörten. Die Gemeinde unterstand in Verwaltung und Gerichtsbarkeit dem Herrschaftsgericht Burghaslach und in der Finanzverwaltung zunächst dem Rentamt Scheinfeld, nach dessen Auflösung im Jahr 1818 dem Rentamt Iphofen. Die Gemeinde wurde vor 1829 ohne Burghöchstadt an das Herrschaftsgericht Schwarzenberg überwiesen. Ungefähr zu dieser Zeit wurde Wasenmeisterei auf dem Gemeindegebiet gegründet. Ab 1852 gehörte Appenfelden zum neu gebildeten Landgericht Scheinfeld, ab 1862 zum Bezirksamt Scheinfeld (1939 in Landkreis Scheinfeld umbenannt) und ab 1879 zum Rentamt Markt Bibart (1919–1929: Finanzamt Markt Bibart, von 1929 bis 1972: Finanzamt Neustadt an der Aisch, seit 1972: Finanzamt Uffenheim). Die Gerichtsbarkeit blieb bis 1879 beim Landgericht Scheinfeld, von 1880 bis 1973 war das Amtsgericht Scheinfeld zuständig, seitdem ist es das Amtsgericht Neustadt an der Aisch. Die Gemeinde hatte 1964 eine Gebietsfläche von 3,684 km². Am 1. Januar 1972 wurde Appenfelden im Zuge der Gebietsreform in Bayern nach Oberscheinfeld eingemeindet.

### Baudenkmäler
- Katholische Kuratiekirche Sankt Michael[16]
- Bildstock[16]

ehemaliges Baudenkmal
- Haus Nr. 13: Eingeschossiges Wohnstallhaus mit Satteldach. Verputzter Massivbau von drei zu fünf Achsen, mit zweigeschossigem Fachwerkgiebel, in den ein aufgestocktes Zwerchhaus in Fachwerk südlich einschneidet. Im Keilstein des Türsturzes an der Traufseite bezeichnet „B K / C A R / 1820“.[17]

### Bodendenkmäler
In der Gemarkung Appenfelden gibt es ein Bodendenkmal.

### Einwohnerentwicklung
Gemeinde Appenfelden
| Jahr      | 1818  | 1840   | 1852   | 1855   | 1861   | 1867   | 1871   | 1875   | 1880   | 1885   | 1890   | 1895   | 1900   | 1905   | 1910   | 1919   | 1925   | 1933   | 1939   | 1946   | 1950   | 1952   | 1961   | 1970   |
| Einwohner | 234   | 179    | 187    | 197    | 211    | 223    | 213    | 234    | 225    | 231    | 236    | 224    | 200    | 199    | 198    | 208    | 193    | 198    | 197    | 250    | 240    | 226    | 187    | 201    |
| Häuser    | 40    | 33     |        |        |        |        | 34     |        |        | 34     | 35     |        | 35     |        |        |        | 40     |        |        |        | 37     |        | 40     |        |
| Quelle    | [ 9 ] | [ 11 ] | [ 19 ] | [ 19 ] | [ 20 ] | [ 21 ] | [ 22 ] | [ 23 ] | [ 24 ] | [ 25 ] | [ 26 ] | [ 19 ] | [ 27 ] | [ 19 ] | [ 28 ] | [ 19 ] | [ 29 ] | [ 19 ] | [ 19 ] | [ 19 ] | [ 30 ] | [ 19 ] | [ 13 ] | [ 31 ] |

Ort Appenfelden
| Jahr      | 001818 | 001840 | 001861 | 001871 | 001885 | 001900 | 001925 | 001950 | 001961 | 001970 | 001987 | 002014 |
| Einwohner | 152    | 161    | 196    | 198    | 213    | 188    | 178    | 222    | 169    | 185    | 164    | 183    |
| Häuser    | 26     | 29     |        |        | 31     | 33     | 28     | 35     | 37     |        | 47     |        |
| Quelle    | [ 9 ]  | [ 11 ] | [ 20 ] | [ 22 ] | [ 25 ] | [ 27 ] | [ 29 ] | [ 30 ] | [ 13 ] | [ 31 ] | [ 32 ] | [ 1 ]  |

## Religion
Appenfelden ist seit der Reformation gemischt konfessionell: Die Katholiken gehören zur Kuratie St. Michael (Appenfelden), die Protestanten zur Christuskirche (Kirchrimbach).